# The Hot Chick
The Hot Chick és una comèdia estrenada l'any 2002, que intenta reflectir diferents aspectes de la societat adolescent dels EUA. Entre els temes que aborda, amb menys o més èxit, hi ha l'acceptació de la gent diferent, les relacions entre pares i adolescents, o fins on ens poden portar els estereotips.
La pel·lícula està produïda per Adam Sandler qui té un petit paper com a hippy obsessionat amb el consum i emmagatzemant de marihuana, i dirigida per Tom Brady.

## Argument
Jessica és l'autèntica triomfadora al seu institut. Guapa, elegant i líder de l'equip de Cheerleaders es dedica tant a cuidar-se com a molestar amb les seves amigues als qui no són com ella, com per exemple la Hildemburg una noia grassoneta qui té un talent excepcional per la química o l'Eden una jove obsessionada per la bruixeria que treu unes notes excel·lents a història.
The Hot Chick comença quan Jessica i les seves amigues visiten un centre comercial i acaben en una antiquària on troben unes arracades que tot i no estar a la venda, s'enduen a l'intercanviar-les per unes altres.
Mentrestant, Clive, un lladregot d'uns 30 anys es troba robant a una estació de servei. Tot el que aconsegueix robar són uns natxos amb formatge i refrescos, i decideix fugir a correcuita i sense aixecar cap sospita. Però Jessica i les seves amigues paren a la benzinera per carregar el dipòsit, i pensant que Clive és l'encarregat li demanen que ompli de benzina el cotxe mentre el torturen amb bromes de mal gust. Durant aquestes bromes, Jessica perd una de les arracades, que Clive recupera pensant que val força diners. Al vespre, quan tots dos se'n van a dormir, cada un es posa una de les arracades a l'orella.
L'endemà al matí, al llevar-se, Jessica s'adona que s'ha convertit en Clive, i Clive veu que ara és Jessica. Comencen aquí una sèrie d'entrebancs còmics, que porten a la Jessica convertida en home a passar per mil i una anècdotes. Primer de tot, convenç a les seves amigues de què ella és realment qui és, i després es convenç de què las que odiaven no tenien res a veure. En aquest moment Hildemburg posa els seus coneixements de química per ajudar a Jessica a pesar de tenir-li molta ràbia, i Eden els seus de bruixeria i santeria, tot i reconèixer que li ha fet altres encanteris com fer-li créixer un pit més que l'altre, el qual sembla que afecta a la seva amiga April, i no a ella. Tot i així, el problema segueix sense resoldre's i Jessica es veu obligada a treballar com a mosso de neteja de l'institut. Allí comparteix vestuari amb seu company sentimental qui li demostra, parlant amb un amic, que realment se l'estima i no només la vol pel sexe. Igualment, Jessica es veu obligada a aprendre a orinar com un home, a demanar begudes en una discoteca com un home i fins i tot a defensar Eden a bufetades després que un noi l'hagi intimidat sexualment.
Per una altra banda, Clive es troba amb la mateixa situació. Ha d'aprendre a dur sabates de taló, a esquivar les obscenitats que li diuen els homes, a tenir la menstruació… Finalment, Clive acaba treballant com a ballarina eròtica en un bar, després d'utilitzar el seu nou i sorprenent atractiu per a realitzar un parell d'atracaments.
Però el que era una situació relativament còmica, acaba en desesperació per a Jessica qui torna als grans magatzems per buscar la solució del seu problema. Allí descobreix, que el problema prové de les arracades que estan embruixades per una princesa de l'antic orient, que les va utilitzar per fugir d'un mal matrimoni. Totes elles, decideixen buscar l'arracada perduda, fins que una d'elles veu a les notícies de TV a Clive, amb cos de Jessica, atracant a dos vianants. En aquell moment, tota la colla va al bar on treballa Clive, i l'envolta fins que Jessica pot robar-li l'arracada recuperant el seu cos, i al seu company.... el que no s'havia adonat és que una de les seves amigues, April, s'havia enamorat d'ella com noi.

## Repartiment
- Rob Schneider.... Clive/Jessica
- Rachel McAdams…. Jessica/Clive
- Anna Faris.... April
- Matthew Lawrence - Billy
- Eric Christian Olsen - Jake
- Robert Davi - Stan
- Melora Hardin - Carol
- Alexandra Holden - Lulu
- Maritza Murray - Keecia
- Sam Doumit - Eden
- Megan Kuhlmann - Hildemburg
- Tia and Tamera Mowry - Venetia and Sissy
- Matt Weimberg - Booger
- Angie Tone - Madame Mambuza

## Titulació en català
Al no estar doblada al català, la pel·lícula no té un nom oficial en la nostra llengua. La traducció directa de l'anglès seria "La noia guapa o atractiva" o la "Tia bona", mentre que si agafem com a referència el títol en espanyol la traducció seria "Aquest cos no és el meu".

## Anecdotari
- El personatge del bombo, interpretat per Adam Sandler està basat en un "sketch" del programa "Saturday Night Live" (1975) interpretat per Rob Schneider
- Quan la rival de Jessica, Bianca, és agafada pels membres de seguretat, un dels membres li diu "Anem Wynona" en referència a Winona Ryder que havia estat trobada culpable de robatori a botigues al novembre de 2002
- És el debut de Ashlee Simpson en una pel·lícula de Hollywood.
- En els extres del DVD, es pot trobar el videoclip Starlight del grup neozelandès Zed amb la participació de Rob Schneider i Sam Doumit. També hi ha una entrevista a Adam Sandler presentada per la mateixa actriu.